# Franco Albini
Franco Albini (ur. 17 października 1905, zm. 1 listopada 1977 w Mediolanie) – włoski architekt i projektant.

## Życiorys
Urodził się w Robbiate, w pobliżu Mediolanu. Wykształcenie zdobył na Politechnice Mediolańskiej w 1929 roku i rozpoczął pracę u boku Gio Ponti, uniezależnił się w 1930 roku.
Zajmował się m.in. projektowaniem mebli, w których łączył motywy tradycyjne dla sztuki włoskiej z rozwijającym się bujnie modernizmem. W 1939 roku zaprojektował odbiornik radiowy zbudowany ze szkła, w celu ukazania jego budowy wewnętrznej.
W latach 60. zajmował się równocześnie wzornictwem przemysłowym oraz projektami architektonicznymi. W 1961 roku zaprojektował budynek Rinascente w Rzymie, a w 1964 roku był w zespole projektującym stacje mediolańskiego metra.